# Cố Dương
Cố Dương (giản thể: 固阳县; phồn thể: 固陽縣; bính âm: Gùyáng Xiàn) là một huyện của địa cấp thị Bao Đầu, khu tự trị Nội Mông Cổ, Trung Quốc. Huyện nằm cách trung tâm thành phố Bao Đầu 44 kilômét (27 mi) về phía nam-tây nam.

### Trấn
| - Kim Sơn (金山镇) - Tây Đấu Phố (西斗铺镇) - Hạ Thấp Hào (下湿壕镇) | - Ngân Hiệu (银号镇) - Hoài Sóc (怀朔镇) - Hưng Thuận Tây (兴顺西镇) |

### Hương
| - Hốt Kê Câu (忽鸡沟乡) - Công Ích Dân (公益民乡) - Đại Miếu (大庙乡) - Bạch Linh Náo (白灵淖乡) - Ngân Hiệu (银号乡) | - Bá Lương (坝梁乡) - Bốc Tháp Hợi (卜塔亥乡) - Tân Kiến (新建乡) - Hạ Thấp Hào (下湿壕乡) - Hồng Nê Tĩnh (红泥井乡) | - Cửu Phận Tử (九分子乡) - Đông Công Thử Lão (东公此老乡) - Đông Thắng Vĩnh (东胜永乡) - Hưng Thuận Tây (兴顺西乡) |

### Tô mộc
- Cát Hốt Luân Đồ (吉忽伦图苏木)